# Proceroplatus mikado
Proceroplatus mikado är en tvåvingeart som först beskrevs av Toyohi Okada 1938.  Proceroplatus mikado ingår i släktet Proceroplatus och familjen platthornsmyggor. Inga underarter finns listade i Catalogue of Life.